# ディッキー・チャペル
ディッキー・チャペル（Dickey Chapelle、1918年3月14日 - 1965年11月4日）は、アメリカ合衆国のフォトジャーナリスト。第二次世界大戦およびベトナム戦争の従軍記者として知られる。

## 人物
本名は、ジョゼット・ルイーズ・メイヤー (Georgette Louise Meyer)。ウィスコンシン州ミルウォーキーで生まれる。ショアウッド高校に通う。16歳になる頃にはマサチューセッツ工科大学にて航空デザインを学ぶが、デザインよりもパイロットになる勉強に興味を抱いたメイヤーは、フロリダで祖父母と暮らしながら学校に通った。
その後、ニューヨークに渡り夫となるトニー・チャペル (Tony Chapelle) と出会う。同時にトランス・ワールド航空の写真家として雇われた。プロとして活動するようになったチャペルは15年でトニーと離婚し、ディッキー・チャペルと名前を変える。
第二次世界大戦でチャペルは戦争写真家に興味を持ち、硫黄島や沖縄に出向きナショナルジオグラフィック社の一員として写真を残している。第二次世界大戦中、3冊の著書を出版。
戦後、彼女は世界を旅し1956年に勃発したハンガリー動乱にも写真家として参加したが7週間もの間拘留されていた。パラシュートでの降下を学び、それ以後彼女はパラシュートを常に持ち運ぶようになった。
ベトナム戦争が始まり、彼女は兵士に混じり、厳しい環境の中戦地に入っていった。しかし1965年11月4日、ベトナムにて敵のブービートラップによって頚動脈を切断され命を落とした。47歳没。
彼女の最期の瞬間を同じく戦争写真家アンリ・ユエがカメラに収めている。耳にパールのピアスをし、ハットのリボンと野の花をつけた彼女の最期の言葉は、「こうなると思っていたわ」だった。

## 備考
- アメリカのシンガーソングライターナンシー・グリフィスの『パールズ・アイ・ヴュー』（Pearls Eye View）はディッキー・チャペルの生涯を歌ったものである。